# Ленс, Антон
Антон Фердинанд Ленс (нидерл. Anton Ferdinand Lens; 28 ноября 1884, Батавия — 18 октября 1955, Зейст) — нидерландский футболист, игравший на позиции полузащитника. Наиболее известен как игрок клуба ХБС, в составе которого дважды выигрывал чемпионат Нидерландов.
В составе сборной Нидерландов сыграл два товарищеских матча.

## Личная жизнь
Антон Фердинанд родился в октябре 1884 года в Батавии в районе Местер Корнелис. Отец — Антон Фердинанд Ленс, был председателем Совета юстиции в Семаранге, мать — Росина Луиза Борел, оба родителя были родом из Семаранга. Помимо него, в семье был ещё старший сын по имени Луи.
Ленс был женат дважды, в возрасте двадцати пяти лет он женился на певице Каролине Холленбах, которая была родом с острова Ява. Их брак был зарегистрирован 12 июля 1909 года в городе Юбберген в провинции Гелдерланд. На тот момент Антон был инспектором внутреннего управления в Голландской Ост-Индии. Позже супруги развелись.
В июне 1923 года Антон женился на 30-летней Йоханне Фредерике Ньивенхёйс, уроженке города Хенгело. 
Умер 18 октября 1955 года в возрасте 70 лет в Зейсте. Церемония кремации состоялась в крематории кладбища Вестервелд.

## Матчи и голы за сборную
| № | Дата           | Оппонент | Д / Г | Счёт | Голы | Соревнование      |
| - | -------------- | -------- | ----- | ---- | ---- | ----------------- |
| 1 | 29 апреля 1906 | Бельгия  | Г     | 5:0  | —    | Товарищеский матч |
| 2 | 13 мая 1906    | Бельгия  | Д     | 2:3  | —    | Товарищеский матч |

Итого: 2 матча / 0 голов; 2 поражения.

## Достижения
ХБС
- Чемпион Нидерландов (2): 1903/04, 1905/06
- Победитель турнира «Серебряный мяч» (2): 1905, 1907